# Pierre-Jacques Lemonnier de la Bissachère
Pierre-Jacques Lemonnier de La Bissachère (1764-1830) là một giáo sĩ truyền giáo người Pháp.

## Tiểu sử
Là một linh mục, ngài vào chủng viện truyền giáo hải ngoại và rời đi Bắc Kỳ vào năm 1790. Ngài ở đó mười bảy năm và tìm cách thoát khỏi các cuộc đàn áp năm 1798-1802.
La Bissachère đã thực hiện nhiều cuộc hành trình khắp đất nước và tới Nam Kỳ , Campuchia và Lào . Sau đó, ông nghiên cứu cả khía cạnh thể chất và con người.
Được triều đình vua Bắc Kỳ sủng ái, ông nhận được tước hiệu quan lại và rời khỏi đất nước vào năm 1807. Sau đó, ông định cư ở London , nơi ông làm việc để xuất bản nghiên cứu của mình nhưng vì đã mất nhiều tiếng Pháp nên ông đã yêu cầu được đến đây. một người đồng hương cũng sống ở London, Montyon, để viết tác phẩm. Sau này đã thực hiện nhiều đoạn cắt mà không có sự cho phép của ông và thêm các yếu tố của riêng ông vào các bản thảo La Bissachère.
Năm 1817, La Bissachère trở lại Pháp. Công tước Richelieu sau đó đã tham khảo ý kiến của ông về các giải pháp khả thi để nối lại quan hệ thương mại với Nam Kỳ. Ngài kết thúc cuộc đời tại chủng viện truyền giáo hải ngoại.

## Ấn phẩm
- Trình bày thống kê Bắc Kỳ, Nam Kỳ, Campuchia , London, 1811
- Du hành đến Đông Ấn với những quan niệm về Nam Kỳ và Bắc Kỳ , tác phẩm của Renouard de Sainte-Croix mượn ghi chú từ La Bissachère, 1810
- Mối quan hệ về Bắc Kỳ và Nam Kỳ của M. de La Bissachère , toàn văn cuốn La Bissachère, do Charles Maybon biên tập năm 1920 .